# Echinopsis glauca
Echinopsis glauca là một loài thực vật có hoa trong họ Cactaceae. Loài này được (F.Ritter) Friedrich & G.D.Rowley mô tả khoa học đầu tiên năm 1974.

## Hình ảnh

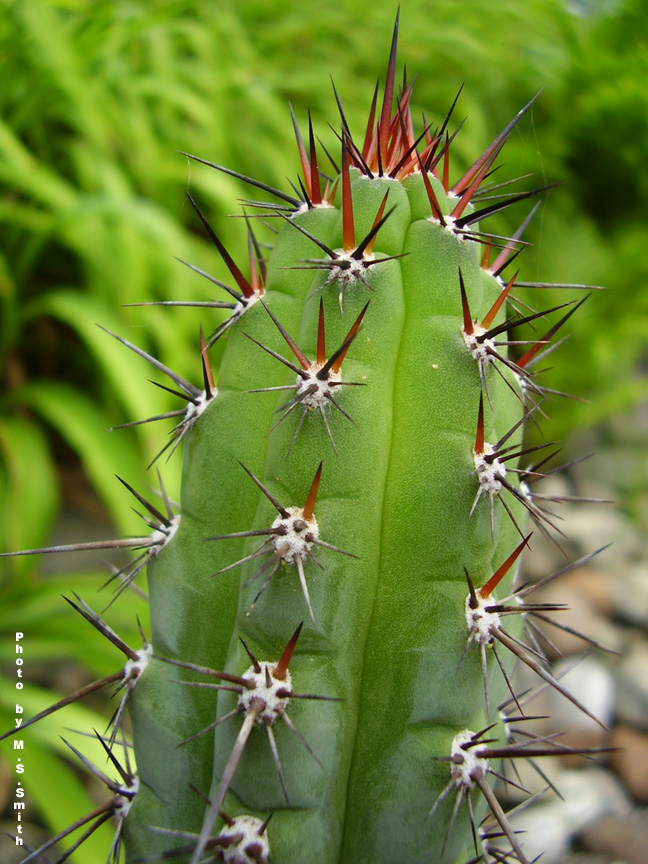